# Bokafallet
Bokafallet är ett tvåstegsfall (106 m + 38 m) på berget Kanins sydflank. Fallet förses med smältvatten från Kanin, via schaktgrottor i berget, vilka mynnar i en grottsifon strax ovan falltröskeln. Vid snösmältning och kraftig nederbörd är vattenföringen i fallet stor (över 100 kubikmeter/s har uppmätts; maximalt flöde okänt)  och fallet är då en synnerligen mäktig syn och sänder dimmor långt ned i ravinen nedanför. Bokabäcken mynnar i floden Soča.
Grottan Mala Boka (i nuläget 1319 m djup) har sin dalutgång i närheten av fallet. Det är en av världens djupaste grottor med topp- och dalingång (i skrivande stund andra djupaste) .
Värmegynnad vegetation växer på sluttningarna runt fallet. Humlebok är här ett vanligt trädslag.
Vattenfallet kan beskådas från en bro över Bokabäcken, strax söder om Bovec, längs landsvägen mellan Bovec och Kobarid. Att ta sig närmare fallet är svårt i den stiglösa terrängen.